# 法務部廉政署
法務部廉政署（簡稱廉政署）是2011年7月20日由中華民國法務部政風司改制轉編的肅貪廉政機關，構想源於香港廉政公署及新加坡貪污調查局，目的在防貪和反貪，在前中華民國總統陳水扁和馬英九的競選政見都有提出。廉政署也是全國中央政府和地方政府機關政風機構的業務監督及指導機關，並基於「一條鞭」體系掌握全國政風機構人員之派免、調動、陞遷、獎懲及考績。

## 沿革
- 1987年7月，103位立法委員共同連署提案在行政院下成立「反貪污局」。
- 2000年，法務部部長陳定南上任後宣示推動成立「法務部廉政署」，修定《法務部組織法》及研擬《法務部廉政署組織條例》草案，但最終並未獲共識而緩議。
- 2005年10月17日，第63次行政院政策協調會報，法務部開始規劃成立廉政局。2005年10月26日，第2963次行政院會議通過廉政局相關組織法草案，送請中華民國立法院審議；惟至2007年12月21日立法院第6屆第6會期結束，未交付委員會審查。因立法院屆期不續審，廉政局相關組織法草案行政院再度於2008年2月13日第3079次行政院會議決議通過，函送立法院審議（第7屆）。
- 2008年2月13日，第3079次行政院會議決議通過廉政局相關組織法草案，函送第7屆立法院審議。2008年5月，法務部部長王清峰成立專案小組，研擬原本規劃的「法務部廉政局」是否有必要成立。
- 2009年5月22日，法務部提出〈我國設立廉政專責機關評估報告〉陳報行政院，建議規劃設立統籌防貪、肅貪、反貪權責之廉政專責機關。7月27日，「法務部組織調整規劃分組會議」決議，整併法務部政風司與法務部中部辦公室，成立「法務部廉政署」，並且納編各大小單位政風科/課/組/室。
- 2009年12月4日，法務部函請行政院准允撤回《法務部廉政局組織法》草案及《法務部組織法》第9條之1、第29條修正草案。2010年1月8日，立法院「台立院議字第0990700163號函」同意撤回上列草案。
- 2010年7月20日，總統馬英九宣布，設置法務部廉政署，專責國家廉政政策規劃，執行反貪、防貪及肅貪業務。
- 2010年12月9日，《法務部廉政署組織法》草案於立法院第七屆第六會期司法及法制委員會第16次全體委員會議完成初審。
- 2011年4月1日，立法院第七屆第七會期第七次會議逐條表決完成《法務部廉政署組織法》三讀立法程序。4月20日，總統令，制定公布《法務部廉政署組織法》；7月20日，法務部廉政署正式成立。針對廉政署之成立，法務部首創「派駐檢察官」制度，共調派14位檢察官到廉政署直接指揮廉政官辦案。
- 2012年1月，原公務員政風職系更名為廉政職系。

## 相關偵辦
- 2012年初，揭發新竹縣政府消防局局長林祥欽、新竹縣政府消防局災害搶救科科長林釗文涉嫌勾結廠商，以綁規格、綁履約期限、圍標等方式圖利特定廠商。[2]
- 2014年5月，揭發遠雄集團董事長趙藤雄、桃園縣副縣長葉世文涉合宜住宅弊案。
- 2014年6月，揭發行政院海岸巡防署臺中機動查緝隊隊長張德興涉虛報詐領俗稱線民費的諮詢費。[3]
- 2015年6月，揭發前高雄市政府工務局建築管理處副處長李政賢於任內經辦高雄豪宅「國硯」建案時涉索賄。
- 2015年7月，揭發前新北市副市長許志堅於任內涉樂揚建設及寶興開發分別於板橋及新店的都更弊案。[4][5]
- 2015年10月，揭發內政部營建署主任秘書洪嘉宏涉七件眷改案向遠雄等三家建商索賄1.2億元。[6][7]
- 2016年8月，揭發臺北市政府公務人員訓練處副處長孫清泉於臺北市體育處處長任內涉索賄。[8]
- 2016年8月，揭發雲林縣崙背鄉鄉長李永茂涉將鄉有地充作私人宿舍。[9]
- 2017年6月，揭發遠雄集團董事長趙藤雄、新北市議員周勝考涉土城及新莊都更弊案[10][11]，並揭發署內丁姓廉政官涉搜索前洩密。
- 2017年7月，揭發臺灣自來水公司第六區管理處工務人員涉收賄及接受招待。[12]
- 2017年8月，揭發屏東縣麟洛鄉鄉長蔡志和涉收受回扣、圖利廠商。[13]
- 2017年11月，調查慶富造船興達港標案，查扣高雄市政府海洋局的相關錄音檔。[14]
- 2018年1月，揭發新竹縣北埔鄉鄉長姜良明與劉姓秘書涉圖利廠商。[15]
- 2018年2月，揭發署內陳姓廉政專員涉索賄。
- 2018年5月，揭發中州科技大學前校董柴御清夫妻於任內受勞動部勞動力發展署技能檢定中心委託辦理技能檢定時分別涉嫌向李姓廠商收取回扣及以不實發票辦理核銷。[16]
- 2018年11月，揭發內政部資訊中心主任施明德於內政部移民署資訊組長任內涉和凌網科技郭姓業務索賂。[17]
- 2019年3月，揭發彰化縣伸港鄉鄉長曾煥彰及代表會主席林其瑞涉納骨塔索賄。[18]
- 2019年7月，揭發屏東縣議會秘書長吳松薰涉詐領公務車保養費維修自家車輛。
- 2019年7月，揭發臺北市政府工務局衛生下水道工程處涉索賄。
- 2019年9月，揭發公務員懲戒委員會委員長石木欽於中華民國最高法院庭長、臺灣高等法院院長任內涉關說。
- 2020年4月，揭發前臺北市政府原住民族事務委員會主委陳士章於任內涉向碁石國際智權顧問公司負責人陳英傑洩密。
- 2020年6月，揭發國防部政治作戰局軍眷服務處簡任上校陳其麟、台電公司科長徐啟彬涉索賄。
- 2020年9月，揭發彰化縣大城鄉鄉長蔡鴻喜涉嫌利用核准道路挖掘許可的機會向綠能廠商索賄，代表會主席王宏銘涉濫用職權及黑道介入恐嚇綠能廠商索賄。[19]
- 2020年10月，揭發雲林縣北港鎮鎮長蕭永義、清潔隊長蘇志勇等人涉嫌販售清潔隊員職缺收賄案。[20]
- 2021年3月，揭發屏東縣政府警察局刑事警察大隊邱姓隊長涉索賄，在辦公室被廉政署人員當場查獲。
- 2021年4月，調查臺灣鐵路管理局在2021年太魯閣號列車出軌事故的責任。
- 2021年10月，揭發天道盟金山分會長郭簡村涉長年暴力圍標核一、核二廠工程及台電公司課長賈儒龍收賄案。
- 2022年1月13日，廉政署與宜蘭地檢署搜索宜蘭縣政府、縣長林姿妙官邸、住家等，並約談林姿妙與縣府4名一級主管等等二十多名涉案人與證人。
- 2022年4月13日，揭發苗栗縣三灣鄉公所的鄉長溫志強等人涉嫌收受公所承攬工程廠商及監造設計等回扣賄賂案。[21]
- 2023年2月21日，調查國軍臺中總醫院採購等弊案，其中骨科林姓主任家中查扣到疑似犯罪所得及不明來源現金2300多萬元，醫療部主任的賴姓上校亦涉及向業者收10％回扣；基隆分院骨科部主治醫師郭姓中校也以贊助研究經費為由涉嫌向業者索10％回扣等，後續起訴林妻與廠商等23人。[22]
- 2024年1月31日，廉政署偵訊涉及透過中職樂天桃猿球團前領隊浦韋青、前經紀人陳元凱私接商演的樂天女孩孟潔、陳伊、李恩菲、林穎樂等4位團員。[23]
- 2024年3月14日，廉政署與台北地檢署搜索、約談涉嫌承攬警用監視器索賄的台北市議員陳重文、台灣智慧光網負責人李慶煌等14人。
- 2024年8月，廉政署搜索涉嫌於京華城一案圖利的前台北市市長、民眾黨黨主席柯文哲的住家和辦公室。台北地方法院法官於2024年9月5日傍晚裁定，柯文哲羈押禁見。

## 歷任首長
第1至6（現）任署長皆為檢察官出身。
| 任次 | 姓名   | 任職時間                      | 學歷                                                                             | 出身   |
| ---- | ------ | ----------------------------- | -------------------------------------------------------------------------------- | ------ |
| 1    | 周志榮 | 2011年7月20日－2013年3月10日  | 中國文化大學法律學系學士                                                         | 檢察官 |
| 2    | 朱坤茂 | 2013年3月11日－2014年5月26日  | 臺灣省立臺中師範專科學校副學士 國立中興大學會計學系學士 國立臺灣大學政治學系碩士 | 檢察官 |
| 3    | 賴哲雄 | 2014年5月27日－2017年10月16日 | 輔仁大學法律學系學士、碩士                                                       | 檢察官 |
| 4    | 朱家崎 | 2017年10月16日－2019年1月31日 | 中央警官學校行政學系學士                                                         | 檢察官 |
| 5    | 鄭銘謙 | 2019年1月31日－2022年5月20日  | 國立中興大學法商學院（今國立臺北大學）法律學系學士                               | 檢察官 |
| 6    | 莊榮松 | 2022年5月20日－2024年5月20日  | 輔仁大學法律學系學士                                                             | 檢察官 |
| 7    | 馮成   | 2024年5月20日－               | 國立政治大學法律學系學士                                                         | 檢察官 |

## 組織
- 署長一人，職務列簡任第十三至十四職等
  - 副署長二人，職務列簡任第十二職等
    - 主任秘書，職務列簡任第十一職等

- 秘書室
- 人事室
- 主計室
- 綜合規劃組
- 防貪組
- 肅貪組
- 政風業務組
- 北部地區調查組
- 中部地區調查組
- 南部地區調查組

## 爭議
由於廉政署與法務部調查局在關於公務員涉犯貪瀆犯罪之偵查業務有所重疊，法務部為整合廉政署與調查局之肅貪資源，於2013年8月1日函頒「法務部廉政署與法務部調查局肅貪業務聯繫作業要點」規定兩機關對於同一案件均立案之處理原則，並設置固定聯繫窗口，充分達成「交叉火網，分進合擊」之目標，提升我國整體肅貪能量。然而實際運行上，兩機關不時因辦案搶功、踩線起心結，被部分輿論認為是疊床架屋。對此，法務部部長蔡清祥於2018年7月16日就任宣言中提到，希望調查局和廉政署在廉政方面能本著成功不必在我的精神，去除本位主義落實合作協調機制並加強防貪作為。

## 影視作品

### 電視劇
- 民視《廉政英雄》

法務部並未參與製作拍攝，亦未指定製作公司要拍攝任何劇情，法務部僅提供「檢察故事」入選稿件及適合之案例供製作單位參考，並就製作公司所提劇本提供法律諮詢意見。